# アレハンドロ・サンチェス
アレハンドロ・サンチェス・ゴメス（Alejandro Sánchez Gómez、1970年9月10日 - ）は、スペイン・マドリード出身の元サッカー選手。現役時代のポジションはDF。

## 個人成績
- キャリア通算 - 252試合8得点[1]
  - プリメーラ・ディビシオン - 41試合2得点
  - セグンダ・ディビシオン - 101試合1得点
  - セグンダ・ディビシオンB - 101試合5得点